# Pere Galès i Reiner
Pere Galès i Reiner, llatinitzat com Petrus Galesius, (Ulldecona, 1537 - Saragossa, 1595) va ser un humanista català.
Estudià filosofia sota el professor valencià Pere Joan Nunyes l'any 1554. A l'edat de vint-i-sis anys se'n va anar a Itàlia i va viure successivament a Roma, Bolonya, Torí, Asti i Nàpols. A Roma, va ser capturat per la Inquisició i de resultes del seu captiveri va restar borni. El 1563 estudià Dret a Itàlia i a París. En 1580 va tornar a Catalunya. Després d'uns pocs anys a Catalunya i a València, el 1582 passà a Pàdua. A la ciutat de Ginebra es va fer membre de l'Església evangèlica italiana i hi ensenyà filosofia (1583-87), més tard va fer el mateix a Nimes (1587-88), Aurenja (1588-91) i Castres (1591-93). Va ser denunciat arran d'unes disputes teològiques i es refugià a Bordeus (1593), tanmateix va ser arrestat a Marmanda, Agenès, acusat de ser hugonot, i va ser portat per la inquisició a la presó de Saragossa, on morí. Pere Galès primer va adoptar les idees de Calví però després se'n va apartar.